# Atomic Rooster
Atomic Rooster je britská progressive rocková skupina, složená z bývalých členů The Crazy World of Arthur Brown. Jediným stálým členem skupiny byl klávesista Vincent Crane, který pro skupinu připravil i většinu skladeb. Období jejich působení lze rozdělit do dvou částí. První je ze začátku sedmdesátých, druhá z počátku osmdesátých let 20. století. Nelze definovat jediný žánr, který by skupina zastupovala, skupina totiž razantně měnila svůj styl hry během svého krátkého působení. Přesto je skupina známá především svými hity "Tomorrow Night" a "The Devil's Answer" z roku 1971, které jsou převážně ve stylu progresivního rocku.

## Historie

### První éra: Počátky 70. let (1969 - 1975)
V létě roku 1969 musela skupina The Crazy World of Arthur Brown přerušit svoje turné po USA kvůli mozkové příhodě Vincenta Cranea. Když se zotavil opustili spolu s bubeníkem Carlem Palmerem křídla Arthura Browna a vrátili se do Anglie, kde se v pátek 13. června sešli s Brianem Jonesem ze skupiny The Rolling Stones, aby se domluvili na spolupráci. Po jeho smrti založili skupinu a pojmenovali ji Atomic Rooster, rok 1969 byl podle čínského kalendáře rokem kohouta (anglicky rooster). Brzy se k nim přidal Nick Graham na pozici zpěváka a baskytaristy.
Společně pak začali vystupovat na nejrůznějších akcích v Londýně, první významné bylo vystoupení při skupině Deep Purple při jejich prvním evropském turné. Nakonec v prosinci 1969 začali nahrávat své první studiové album. V únoru 1970 vydali svoji první LP desku s názvem Atomic Rooster s prvním hitem "Friday the 13th". V březnu se pak Crane rozhodl, že by mohli přibrat dalšího kytaristu a přijali Johna Du Canna ze skupiny Andromeda. Nick Graham však záhy skupinu opustil. Du Cann ho tedy musel zastoupit na pozici zpěváka, zatímco Crane napodobil zvuk baskytary na svoje Hammondovy varhany kombinací levé ruky a pedálů. Skupina dál koncertovala až do června, kdy ji opustil Carl Palmer, který odešel do skupiny Emerson, Lake & Palmer. Na krátkou chvíli ho zastoupil Ric Parnell, v srpnu ho však vystřídal mladý Paul Hammond. Tehdy natočili své druhé album Death Walks Behind You, které vydali v září 1970. Nejdříve nebyla deska tak prodávaná jako první, na začátku roku 1971 se hit "Tomorrow Night" umístil na 11. příčce hitparády UK Singles Chart a celé album se stalo 12. nejprodávanějším v žebříču UK Albums Chart. Objevili se v pořadu BBC Top of the Pops a vyrazili na turné, aby trochu podpořili svoji tvorbu.
V červnu roku 1971 nahrála skupina další hit s názvem "Devil's Anwer", který se umístil na čtvrté pozici v britském žebříčku. Na konci června 1971 do skupiny přistoupil zpěvák Pete French a skupina začala nahrávat třetí album In Hearing of Atomic Rooster. Pete French zpíval ovšem mnohem víc bluesový styl než rock. Po vydání třetího alba Du Cann a Hammond kvůli změně stylu ze skupiny odešli a založili s Johnem Gustafsonem skupinu Daemon, později Hard Stuff. Do skupiny místo nich přišli kytarista Steve Bolton a Ric Parnell, který zastoupil hru na bicí. V září vyjela skupina na turné spolu se skupinou The Who. Na konci roku ze skupiny odešel French do skupiny Cactus. Crane místo něj přijal do skupiny Chrise Farlowa. Vyrazili na další turné a vydali novou desku s názvem Made in England s hitem "Stand by Me". Stylově se skupina přenesla k soulu, na čtvrtém albu již nebyla žádná rocková stopa.
Na konci roku 1972 ze skupiny odešel Steve Bolton, nahradil ho John Goodsall, přezdívaný Johnny Mandala. V roce 1973 vydali album Nice 'n' Greasy s hitem "Save Me" a novou nahrávku první ho hitu "Friday the 13th". Tato deska je plně ve funkovém stylu. Ani toto album se však nijak významně neprodávalo, a tak skupina začala upadat až z ní odešli Farlowe, Mandala i Parnell. Crane zůstal sám a vydal jeden nový hit "Tell Your Story, Sing Your Story" v roce 1974. Crane v tomto období spolupracoval se skupinou Sam Apple Pie. Naposledy zahráli na koncertě v únoru 1975, Vincent Crane poté skupinu Atomic Rooster rozpustil.

### Intermezzo (1975 - 1979)
V mezidobí let 1976 a 1977 skládal Vincent Crane hudbu k divadelním hrám a muzikálům a pro dvě představení Petera Greena. Mezi lety 1978 a 1979 se vrátil pod křídla skupiny The Crazy World of Arthur Brown a vydal s nimi album Faster Than The Speed of Light.
John du Cann se rozhodl umazat "du" ze svého jména a společně s Paulem Hammondem a Johnem Gustafsonem vydali dvě alba za skupinu Hard Stuff v letech 1972 a 1973. Po autonehodě Hammonda se jejich skupina rozpadla. Cann se připojil ke skupině Thin Lizzy na turné po Německu. Poté se odebral z hudební scény a začal skládat reklamní znělky. V roce 1977 natočil album se skupinami Status Quo a Gillan. V roce 1979 měl drobný problém, když použil hit "Don't Be a Dummy" ve spotu firmy Levi Strauss & Co..

### Druhá éra: Počátky 80. let (1980 - 1983)
Během roku 1980 zkontaktoval Crane, Johna Canna a domluvili se, že obnoví skupinu. Do skupiny přistoupil bubeník Preston Heyman. Ještě téhož roku vydala skupina další album s názvem Atomic Rooster a vyrazili na turné. Již v říjnu však skupinu opustil Heyman. Na dva týdny ho zastoupil Ginger Baker a poté se vrátil Paul Hammond. Během let 1981 a 1982 vydali další dva singly. V půli roku 1982 však skupinu náhle opustil John Cann, když se nedostavil na jedno představení. Nahradil ho Joy McCoy.
V nové formaci nahráli Atomic Roosters své nové album, na kterém vystupuje například David Gilmour ze skupiny Pink Floyd, či Bernie Torme ze skupiny Gillan. Písně nazpívali Crane se svou manželkou. Deska s názvem Headline News vyšla v roce 1983. Na konci roku 1983 Crane kapelu znovu rozpustil.
V roce 1984 spolu Peterem Greenem, Rayem Dorsetem a Jeffem Whittakerem s názvem A Case for the Blues jako kapela Kathmandu. V roce 1985 se Crane přidal do skupiny Dexys Midnight Runners, kde hrál na piano. V roce 1987 se Dexys rozpadli a Crane znovu zkontaktoval Canna, aby obnovili činnost skupiny. V roce 1989 však prodělal Vincent Crane další mozkovou příhodu, a poté se dne 14. února 1989 předávkoval prášky proti bolesti a zemřel. Z původních členů skupiny z roku 1970 dnes nežije nikdo, John Cann zemřel 21. září 2011.

## Diskografie

### Studiová alba
| Datum vydání | Title                        | Pozice US Billboard 200 | Pozice UK Albums Chart |
| ------------ | ---------------------------- | ----------------------- | ---------------------- |
| 1970         | Atomic Roooster              | -                       | #49                    |
| 1970         | Death Walks Behind You       | #90                     | #12                    |
| 1971         | In Hearing of Atomic Rooster | #167                    | #18                    |
| 1972         | Made in England              | #149                    | -                      |
| 1973         | Nice 'n' Greasy              | -                       | -                      |
| 1980         | Atomic Rooster               | -                       | -                      |
| 1983         | Headline News                | -                       |                        |

### Živá alba
- BBC Radio 1 Live in Concert 1972 (1993)
- Devil's Answer 1970-81 BBC Radio sessions (1998)
- Live and Raw 70/71 (2000)
- Live in Germany 1983 (2000)
- Live at the Marquee 1980 (2002)

### Kompilace
- Assortment (1974)
- Home to Roost (1977)
- The Devil Hits Back (1989)
- The Best of Atomic Rooster Volumes 1 & 2 (1992)
- In Satan's Name: The Definitive Collection (1997)
- The First 10 Explosive Years (1999)
- Rarities (2000)
- The First 10 Explosive Years Volume 2 (2001)
- Heavy Soul (2001)
- Homework (2008)
- Close Your Eyes: A Collection 1965–1986 (2008)
- Anthology 1969-81 (2009)

### DVD
- Masters from the Vaults (2003)